# Mikel Alonso Olano
Mikel Alonso (Tolosa, Guipúscoa, 16 de maig de 1980) és un exfutbolista basc. És el fill major del que fora també futbolista i entrenador Periko Alonso. Té dos germans menors que es dediquen al futbol: Xabi Alonso que juga al Reial Madrid, i Jon, que és àrbitre. Jugava al centre del camp, com a migcampista defensiu.

## Biografia
Igual que son germà Xabi, va començar jugant en l'Antiguoko, un equip de futbol base de la ciutat de Sant Sebastià. Va ser fitxat per la Reial Societat de Futbol i després de passar per les seves categories inferiors, va arribar el 1999 al filial de Segona divisió B. Va debutar amb el primer equip de la Reial en la Primera divisió espanyola el 22 d'abril de 2001 jugant uns pocs minuts davant el Reial Valladolid en l'Estadi d'Anoeta.
A pesar de debutar en Primera va seguir jugant en el filial fins a finalitzar la temporada següent (2001-02). En 2002 va ser pujat a la primera plantilla. Durant les seves dues primeres temporades va tenir poc lloc en l'equip, va jugar 9 partits la temporada 2002-03 i 3 en la primera meitat de la campanya 2003-04. El seu lloc en el camp estava perfectament cobert pel seu germà Xabi i Mikel Aranburu i va tenir un paper secundari en el subcampionat de Lliga de la temporada 2002-03.
A causa d'això va acceptar ser cedit al CD Numancia de la Segona divisió durant el mercat d'hivern de la temporada 2003-04. A Sòria, Mikel Alonso va jugar una desena de partits i va contribuir a l'ascens dels castellans a la Primera divisió espanyola. Alonso, en una gran actuació personal, va ser l'autor d'un dels dos gols amb els quals els numantins van assolir en l'última jornada l'ascens a Primera.
Després de finalitzar la cessió va tornar a la plantilla de la Reial Societat cara a la temporada 2004-05. La marxa de Xabi Alonso al Liverpool FC li va fer un lloc en l'equip donostiarra i així Mikel Alonso va jugar com a titular les dues temporades següents, sent en la segona d'elles (la temporada 2005-06) el jugador més utilitzat de l'equip (37 partits, 34 d'ells com a titular). Si bé no van ser males temporades a nivell personal, si ho van ser en el plànol col·lectiu, ja que la Reial va flirtejar ambdues temporades amb el descens de categoria.
No obstant això, la temporada 2006-07 va ser pèssima en tots els aspectes. Alonso va perdre el seu lloc en l'equip i la Reial Societat, en la pitjor temporada de les últimes dècades, va descendir de categoria.
Cara a la temporada 2007-08 en Segona divisió, la Reial Societat va cedir a Mikel Alonso per un any al Bolton Wanderers de la Premier League anglesa amb una opció de compra en finalitzar la cessió. L'equip anglès es va interessar per fer una prova al jugador en el seu staff de pretemporada i després de superar-la, es va reafirmar en el seu interès per fitxar-lo. La Reial Societat va acceptar cedir al jugador per una temporada a causa del fet que comptava amb un excés de jugadors en el lloc del mig camp defensiu i que el Bolton es faria càrrec del 100% del sou del jugador. En el tram inicial de la temporada 2007-08, Alonso va tenir els seus minuts en el Bolton Wanderers. Va arribar a disputar 7 partits de la Premier League, així com un encontre tant en la Copa de la UEFA, com la Copa de la Lliga Anglesa. El 25 d'octubre Sammy Leo va ser substituït per Gary Megson com manager del club a causa de la desastrosa marxa del Bolton en la Lliga, que solament havia guanyat 1 partit d'11 en l'arrencada de temporada. Amb el nou tècnic Alonso jugaria 2 partits més de la Copa de la UEFA i altre de la Copa de la Lliga. No obstant això, el canvi de tècnic i diverses lesions seguides d'Alonso el van treure de l'onze i a partir de novembre no va tornar a disputar un sol minut en partit oficial, quedant al marge dels plans del nou tècnic. En finalitzar la temporada, el Bolton va assolir salvar la categoria.
El Bolton Wanderers va decidir no exercir la seva opció de compra del jugador i es va finalitzar la seva cessió, tornant Alonso al juliol de 2008 a la disciplina del club donostiarra. No obstant això Mikel Alonso no obstaculitza dintre dels plans de la directiva de la Reial Societat per a la temporada 2008-09. La Reial Societat, immersa en una situació de Llei Concursal, va tractar de vendre al jugador durant l'estiu per la seva alta fitxa i al no aconseguir-lo, va tractar de forçar la seva marxa, deixant-lo sense fitxa i incloent-li en un ERO. El jugador no va arribar a disputar un sol minut amb la Reial Societat durant la temporada 2008-09. Finalment Alonso va arribar a un acord per a rescindir el seu contracte amb la Reial Societat al novembre.
Després de passar un període de prova en l'Swansea City, va fitxar finalment el gener de 2009 pel que restava de temporada pel CD Tenerife de la Segona Divisió. A les Canàries, el tolosarra va jugar 11 partits de Lliga durant la segona meitat de la temporada 2008-09 i va assolir amb els tinerfenys l'ascens a la Primera divisió espanyola.

## Selecció
Ha jugat cinc amistosos internacionals amb la selecció de futbol del País Basc.